# Saison 2013-2014 du Jazz de l'Utah
La saison 2013-2014 du Jazz de l'Utah est la 40e saison de la franchise au sein de la National Basketball Association (NBA) et la 35e saison dans la ville de Salt Lake City.

## Classements de la saison régulière
| Conférence Ouest | Conférence Ouest                | Conférence Ouest | Conférence Ouest | Conférence Ouest | Conférence Ouest | Conférence Ouest | Conférence Ouest |
| No               | Franchise                       | Vic.             | Def.             | MJ               | % V/D            | RV               |                  |
| ---------------- | ------------------------------- | ---------------- | ---------------- | ---------------- | ---------------- | ---------------- | ---------------- |
| 1                | Spurs de San Antonio            | 62               | 20               | 82               | 75,60 %          | -                |                  |
| 2                | Thunder d'Oklahoma City         | 59               | 23               | 82               | 72,00 %          | 3,0              |                  |
| 3                | Clippers de Los Angeles         | 57               | 25               | 82               | 69,50 %          | 5,0              |                  |
| 4                | Rockets de Houston              | 54               | 28               | 82               | 65,90 %          | 8,0              |                  |
| 5                | Trail Blazers de Portland       | 54               | 28               | 82               | 65,90 %          | 8,0              |                  |
| 6                | Warriors de Golden State        | 51               | 31               | 82               | 62,20 %          | 11,0             |                  |
| 7                | Grizzlies de Memphis            | 50               | 32               | 82               | 61,00 %          | 12,0             |                  |
| 8                | Mavericks de Dallas             | 49               | 33               | 82               | 59,80 %          | 13,0             |                  |
|                  |                                 |                  |                  |                  |                  |                  |                  |
| 9                | Suns de Phoenix                 | 48               | 34               | 82               | 58,50 %          | 14,0             |                  |
| 10               | Timberwolves du Minnesota       | 40               | 42               | 82               | 48,80 %          | 22,0             |                  |
| 11               | Nuggets de Denver               | 36               | 46               | 82               | 43,90 %          | 26,0             |                  |
| 12               | Pelicans de La Nouvelle-Orléans | 34               | 48               | 82               | 41,50 %          | 28,0             |                  |
| 13               | Kings de Sacramento             | 28               | 54               | 82               | 34,10 %          | 34,0             |                  |
| 14               | Lakers de Los Angeles           | 27               | 55               | 82               | 32,90 %          | 35,0             |                  |
| 15               | Jazz de l'Utah                  | 25               | 57               | 82               | 30,50 %          | 37,0             |                  |

| Division Nord-Ouest       | V  | D  | MJ | % V/D   | GB   | Dom   | Ext   | Div  | Conf  |
| ------------------------- | -- | -- | -- | ------- | ---- | ----- | ----- | ---- | ----- |
| Thunder d'Oklahoma City   | 59 | 23 | 82 | 72,00 % | -    | 34-7  | 25-16 | 11-5 | 36-16 |
| Trail Blazers de Portland | 54 | 28 | 82 | 65,90 % | 5,0  | 31-10 | 23-18 | 13-3 | 31-21 |
| Timberwolves du Minnesota | 40 | 42 | 82 | 48,80 % | 19,0 | 24-17 | 16-25 | 7-9  | 23-29 |
| Nuggets de Denver         | 36 | 46 | 82 | 43,90 % | 23,0 | 22-19 | 14-27 | 5-11 | 20-33 |
| Jazz de l'Utah            | 25 | 57 | 82 | 30,50 % | 34,0 | 16-25 | 9-32  | 4-12 | 13-39 |

## Effectif
| Effectif du Jazz de l'Utah 2013-2014 |
| --- |
| 0 Enes Kanter • 2 Marvin Williams • 3 Trey Burke • 5 John Lucas III • 8 Diante Garrett • 10 Alec Burks • 15 Derrick Favors • 20 Gordon Hayward • 21 Ian Clark • 22 Malcolm Thomas • 24 Richard Jefferson • 25 Brandon Rush • 27 Rudy Gobert • 33 Erik Murphy • 40 Jeremy EvansEntraîneur : Tyrone Corbin |